# Ken Ishikawa (Fußballspieler)
Ken Ishikawa (jap. 石川 研, Ishikawa Ken; * 6. Februar 1970 in der Präfektur Okinawa) ist ein ehemaliger japanischer Fußballspieler.

## Karriere
Ishikawa erlernte das Fußballspielen in der Schulmannschaft der Ishikawa High School und der Universitätsmannschaft der Okinawa International University. Seinen ersten Vertrag unterschrieb er 1992 bei Nagoya Grampus Eight. Der Verein spielte in der höchsten Liga des Landes, der J1 League. 1995 gewann er mit dem Verein den Kaiserpokal. 1996 wurde er mit dem Verein Vizemeister der J2 League. Für den Verein absolvierte er drei Erstligaspiele. 1997 wechselte er zum Zweitligisten Brummell Sendai (heute: Vegalta Sendai). Für den Verein absolvierte er 71 Spiele. 2001 wechselte er zum Ligakonkurrenten Mito Hollyhock. Für den Verein absolvierte er 32 Spiele. 2003 wechselte er zum Erstligisten JEF United Ichihara. Ende 2003 beendete er seine Karriere als Fußballspieler.

## Erfolge
Nagoya Grampus Eight
- J1 League

Vizemeister: 1996
- Kaiserpokal

Sieger: 1995